# Sinh vật huyền thoại Nhật Bản
Sinh vật huyền thoại Nhật Bản gồm các loài vật trong các câu chuyện thần thoại Nhật Bản, trong truyền thuyết ở Nhật Bản cho đến những câu chuyện dân gian của Nhật Bản, trong văn học Nhật Bản. Nền văn hóa Nhật Bản từ xa xưa đã mang nhiều nét độc đáo và đặc sắc riêng, do đó với một di sản văn hóa đồ sộ thì có nhiều sinh vật thần thoại và truyền thuyết đã xuất hiện ở Nhật Bản, đặc biệt là một hệ thống các sinh vật được gọi là yêu quái Nhật Bản (Yōkai), nhiều trong số những sinh vật đó rất nổi tiếng nhờ sự ảnh hưởng của văn hóa đại chúng Nhật Bản (trong các tác phẩm manga và anime), như Kappa, Kitsune, Yamata no Orochi, Nekomata, tiên hạc trong Tsuru no Ongaeshi, Nure-onna, cho đến những sinh vật biểu tượng mới đây như Maneki-neko (mèo vẫy gọi), Nekomimi (miêu nhĩ), Orizuru (hạc giấy), chim cú Fukuro.

## Danh sách

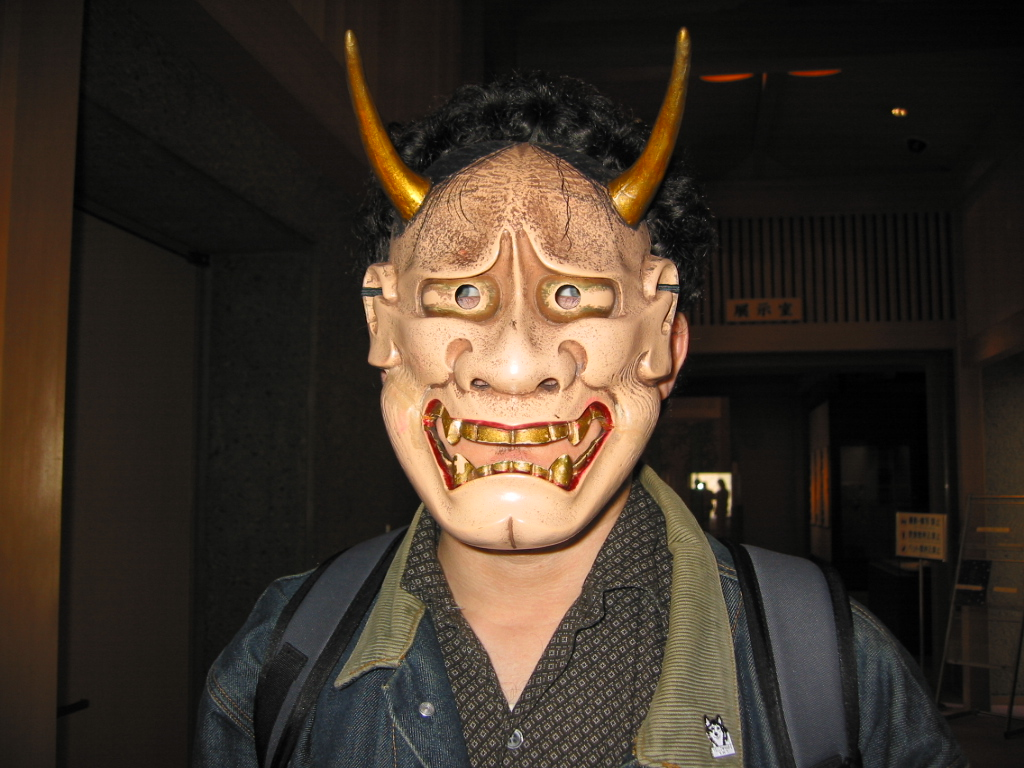
Oni

- Oni có gương mặt ác quỷ với sừng dài, đôi mắt lồi, với nụ cười ác độc để lộ những cái răng nanh sắc nhọn cùng mái tóc xõa. Thân hình chúng có màu đỏ, xanh dương hoặc đen, thường quàng khăn da hổ và cầm một chiếc chùy sắt. Chúng câm lặng, hung ác và hiểm độc.
- Rokurokkubi là thiếu nữ duyên dáng với cái cổ dài Chúng là những con yêu nữ với cái cổ dài và mềm dẻo, linh động. Chúng trông như người bình thường vào ban ngày, nhưng vào ban đêm, chúng vươn dài cổ ra để bí mật theo dõi và khiến mọi người hoảng sợ. Rokurokkubi cũng có khả năng biến khuôn mặt thành những gương mặt quỷ đáng sợ để tăng thêm vẻ đẹp khủng khiếp của mình.
- Yuki Onna là một phụ nữ tuyết, thường xuất hiện trong bộ kimono trắng toát vào những đêm có bão tố. Cô chỉ cần hà hơi lên mặt của những lữ khách lạc đường là họ sẽ lạnh cóng tới chết. Mặc dù mang tiếng là rất độc ác, nhưng bản thân nàng cũng cô đơn và lạnh lẽo như tuyết vậy.
- Kuchisake Onna là người đàn bà bị rạch miệng, được đồn đại là thường lang thang trong đêm với khuôn mặt được che kín. Khi gặp một ai đó bà ta sẽ bẽn lẽn hỏi: "Trông tôi có đẹp không?". Nếu người đó nói có, bà sẽ bỏ mạng che ra, để lộ cái miệng bị rạch nát và hỏi lại câu hỏi đó. Nạn nhân thường sẽ bỏ chạy và la hét, Kuchisake Onna sẽ đuổi theo, nếu tóm được: nam sẽ bị giết và nữ sẽ bị biến thành một Kuchisake Onna khác.
- Noppera Bou hay ma vô diện: Con ma này chủ yếu chỉ dọa dẫm con người, còn ngoài ra thì vô hại. Đầu tiên, chúng xuất hiện như những người bình thường, đôi khi đóng vai một người giống với nạn nhân, sau đó chúng sẽ từ từ khiến các bộ phận trên mặt biến mất, để lại một khuôn mặt trống trơn trên một nền da mịn, không mắt, không mũi, không mồm.
- Hitosume là yêu tinh một mắt Là yêu tinh một mắt, theo nghĩa đen là có một con mắt lớn ngay giữa mặt. Nó trông giống như cái đầu cạo trọc của thầy tu. Nó không gây ra những trò bịp bợm, nhưng vẫn làm con người kinh sợ.
- Tengu là một loại quỷ có cái mũi rất dài và mặt đỏ. Nó thường mặc một bộ quần áo của yamabushi (thầy tu sống ở trên núi) và đi một đôi guốc gỗ rất cao. Tengu có sở thích là bắt cóc trẻ em và phụ nữ. Tengu là những sinh vật nửa người nửa quạ, có mỏ chim lớn, sở hữu một đôi cánh lớn với những lông vũ đen dài và bộ móng vuốt nhọn sắc. Chúng có thể bay từ chỗ này sang chỗ khác chỉ trong nháy mắt. Tengu là những bậc thầy trong nghệ thuật biến hình.Cũng giống như nhiều loài yêu quái khác, chúng thích sử dụng khả năng này để trêu chọc, lừa gạt con người nhưng ít khi giết người ăn thịt. Tuy có hình dạng khá giống người, Tengu lại có cách sống của loài chim. Chúng nở ra từ những quả trứng rất lớn và làm tổ ở các cây cổ thụ trên núi cao.
- Kappa có hình dạng giống khỉ hoặc ếch hơn là giống người. Điểm đặc trưng của loài thủy quái này là có một cái đĩa trên đầu để đựng nước, chừng nào cái đĩa còn đầy nước thì Kappa còn sức mạnh. Nó có mũi khoằm, mắt tròn, 4 chi có màng. Chúng sống ở cả trên bờ lẫn dưới nước, chuyên dìm chết nạn nhân sau đó hút hết nội tạng.
- Baku là một con yêu quái tốt bụng trong thần thoại Nhật Bản. Đúng như tên gọi của mình, chúng ăn những giấc mơ, đặc biệt là ác mộng.
- Kerakera Onna và những tràng cười rùng rợn, con ma kì quặc với những tràng cười rùng rợn này tên là Kerakera onna. Đối với một số người, không gì tồi tệ hơn việc bị cười vào mặt, với họ, một con ma suốt ngày chỉ biết cười như Kerakera Onna là loại ma kinh khủng nhất. Nhưng đồng thời, Kerakera Onna cũng được rất nhiều người yêu mến, vì họ cho rằng nó mang đến tiếng cười, niềm vui cho mọi người.
- Teru Chan sinh ra trong ngày mưa. Đây là con ma vô cùng đặc biệt. Cứ ngày mưa, nó sẽ hiện ra để chuyện trò cùng với người ta.
- Karakasa là một kẻ chuyên đi lừa gạt và rất thích dọa nạt con người. Tuy nhiên, chúng cũng rất thích chơi đùa. Chúng sẽ rất hạnh phúc khi được chơi với bất cứ ai, đặc biệt là những người có vẻ ngoài trẻ con. Karakasa rất thích bay lượn lòng vòng trong những ngày trời mưa.
- Namahage Namahage là một con ma sống ở các vùng nông thôn và người dân phải cúng tế thực phẩm cho nó thường xuyên, cùng một người phụ nữ mỗi năm.Vào đêm giao thừa, chúng sẽ tới từng nhà gỡ cửa, dọa dẫm những người lười biếng. Dù có khuôn mặt vô cùng dữ tợn nhưng Namahage lại đặc biệt sợ những đứa trẻ chăm chỉ, học tốt và yêu lao động.
- Kiyo là kẻ hầu bàn thét ra lửa: Kiyo tiền thân chỉ là một nữ phục vụ trà bình thường ở Nhật Bản. Tuy nhiên, như người xưa có câu "Không gì đáng sợ hơn khi một người phụ nữ bị khinh rẻ", Kiyo đã tự học cách biến mình thành rồng sau khi bị một vị linh mục hắt hủi.Trong hình dáng của một con rồng, cô đã đến thăm tu viện ở địa phương và hút hồn vị linh mục và sau đó giết hại ông ta. Với Kiyo, bạn sẽ chỉ sống sót được với cô ta nếu bạn có lòng trung thành tuyệt đối mà thôi.
- Akaname:Theo dân gian Nhật Bản, loài yêu quái này chuyên liếm láp những nhà tắm bốc mùi...Một Akaname có da màu đỏ và lưỡi rất dài. Theo dân gian Nhật Bản, người ta cho rằng Akaname là một sinh vật có hình dáng giống con người. Nó có làn da màu đỏ nổi đầy mụn cóc cùng một chiếc lưỡi dài như lưỡi cóc, chuyên để liếm các chất cặn bẩn, tích tụ lâu ngày trong nhà tắm. Akaname liếm những vết bẩn mà con người còn bỏ sót trong nhà tắm.
- Ma ô Karakasa Kozo có dáng vẻ kỳ lạ nhưng tính tình thì khá trẻ con. Karakasa Kozo là một loại yêu quái có hình dáng chiếc ô ở Nhật Bản, xuất hiện khá nhiều trong các hình vẽ dân gian. "Ma ô" luôn gây sợ hãi, đôi khi là hài hước cho mọi người xung quanh vì dáng vẻ kỳ lạ của nó.Dáng vẻ kỳ lạ của "Ma ô"...Karakasa Kozo dịch ra nghĩa là "thằng nhãi dù nan tre". Yêu quái này ở mỗi địa phương còn được gọi bằng nhiều tên khác nhau như Karakasa Obake, Kasa Obake, Kasabake và đều có nghĩa chung là "ma ô".
- Ningen là một từ Nhật Bản có nghĩa "con người". Nhưng rõ ràng có điều gì đó chắc chắn không phải con người chút nào về những câu chuyện Ningen sống ở các vùng nước Nam cực. Những quái vật biển này có màu trắng và nghe nói dài tới 30 mét. Ningen có mặt và mũi giống người, nhưng những mô tả về thân hình rất khác nhau. Chúng có vây, hay tay và chân, hoặc thỉnh thoảng có bàn tay có ngón và vây thay vì chân, giống nàng tiên cá. Những phát hiện về Ningen có thể là tảng băng trôi, cá voi, cá heo, cá đuối, hay có thể là do người thấy uống quá nhiều rượu.
- Youkai (Yêu quái) Youkai theo nghĩa đen có nghĩa là "ma quỷ làm mê mẩn". Chúng bao gồm những con quái vật, yêu tinh và ma cà rồng. Chúng luôn xuất hiện vào lúc rạng sáng hoặc lúc trời nhá nhem tối. Không như Yuurei - những linh hồn của cái chết và gây ra nỗi sợ hãi rõ rệt, Youkai mang sự khôi hài, kỳ dị và tinh quái có thể hiểu theo 1 hướng nào đó.
- Kitsune trong tiếng Nhật có nghĩa là cáo. Loài cáo là loài phổ biến trong văn hóa dân gian Nhật Bản, những câu chuyện dân gian miêu tả chúng sở hữu trí thông minh ưu việt, tuổi thọ cùng với sức mạnh ma thuật rất cao. Điểm dễ thấy nhất ở Kitsune là nhiều đuôi, chúng có thể có đến 9 đuôi. Một Kitsune càng có nhiều đuôi thì càng mạnh và tuổi đời càng lớn, cứ mỗi 100 năm tuổi thì một cái đuôi sẽ mọc thêm. Như vậy thì sau 800 năm, một Kitsune sẽ có đủ 9 đuôi (1 cái mọc lúc mới sinh, tám cái mọc trong quá trình sống). Khả năng mạnh nhất của một Kitsune là tạo ảo giác.
- Maneki Neko (Mèo vẫy gọi) Khác với ma quỷ hay yêu quái, Maneki Neko hay "Mèo vẫy gọi" là một linh vật phổ biến ở Nhật. Đó là hình chú mèo đang vẫy một chân trước, được làm bằng gốm, mang ý nghĩa đem lại may mắn cho chủ nhân của nó. Maneki Neko được đặt ở cửa ra vào ở các cửa hàng, nhà hàng và các dịch vụ kinh doanh khác. Những chú mèo vẫy chân trái được cho là mang lại nhiều khách hàng cho các cửa hàng, vẫy chân phải mang may mắn và sự giàu có và vẫy cả hai là mang lại may mắn cho gia đình. Một số người còn tin rằng, chân mèo càng vẫy cao thì càng nhiều tài lộc tới với mình.
- Jorōgumo phát âm là Joro-Gumo là một dạng yêu quái Nhật Bản (Yōkai) trong văn hóa dân gian Nhật. Đây là một dạng ma nhện hay nhện tinh, là một con yêu quái nhện dưới lốt của một người phụ nữ. Loài nhện được nhắc đến ở đây chính là những con nhện thuộc loài nhện Jorō (Nephila clavata). Truyền thuyết đáng sợ về Joro-Gumo bắt đầu xuất hiện từ thời kỳ Edo (1603-1868), từ thời điểm này, trong dân gian xuất hiện và lưu truyền câu chuyện về Joro-Gumo.
- Quái vật Nue: Trong truyền thuyết, Nue là một con vật to lớn, hình thù dị hợm, mang trên mình bộ phận của tất cả các loài vật khác. Người ta kể rằng, năm 1153, hoàng đế Konoe gặp những cơn ác mộng mỗi đêm và đổ bệnh. Sau này, một người tài giỏi là Yorimasu Minamoto phát hiện ra mỗi khi vua ngủ, một đám mây đen lại bay tới trên cung điên. Ông ta bắn tên vào đó, một con Nue chết và vua Konoe khỏi bệnh.

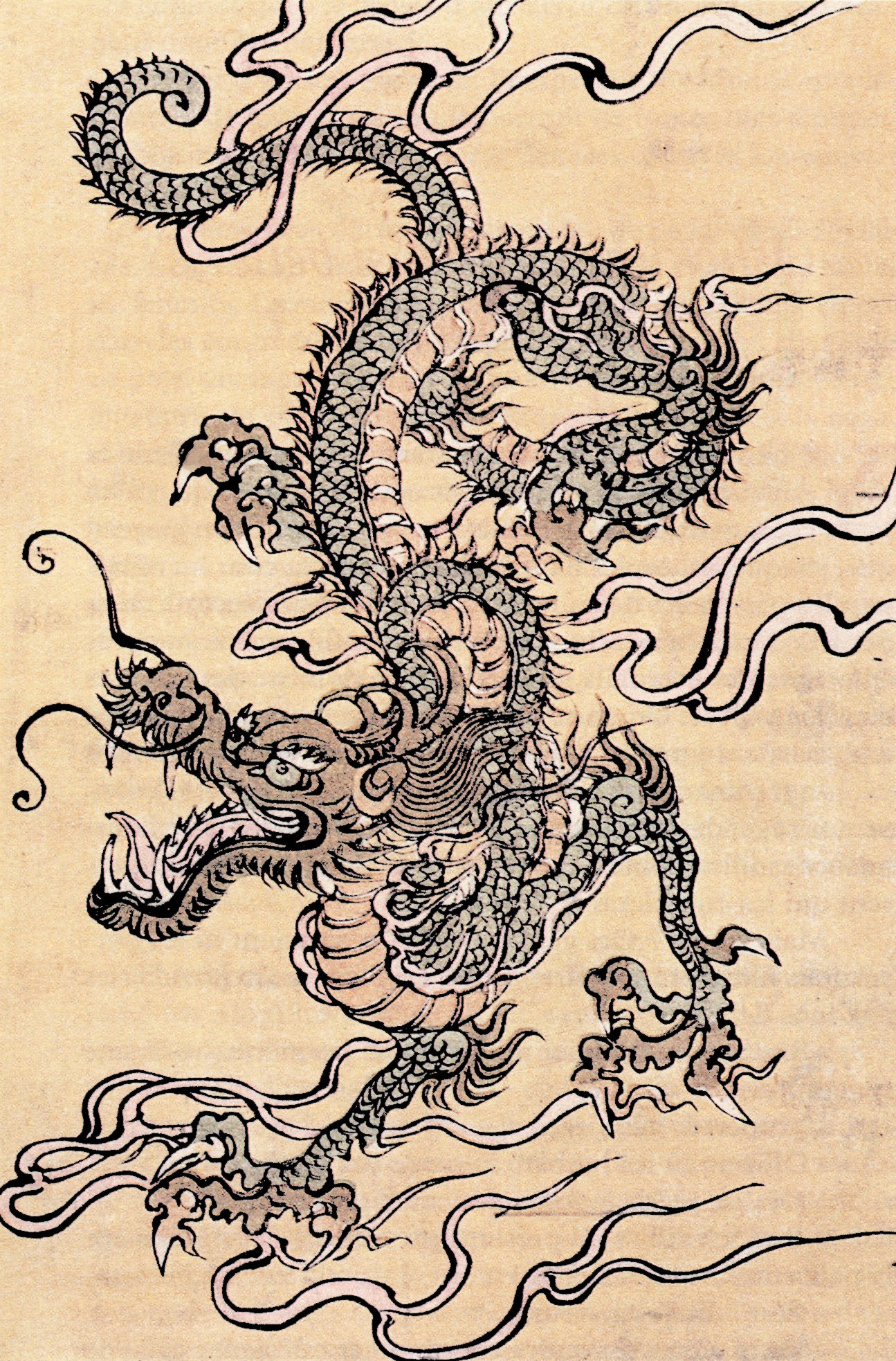
Rồng Nhật Bản

- Rồng Nhật Bản: Con rồng là sinh vật huyền thoại trong truyền thuyết và văn hóa dân gian Nhật Bản. Huyền thoại về rồng ở Nhật Bản là sự pha trộn những câu chuyện từ Trung Quốc, Hàn Quốc và Ấn Độ, nhưng đặc biệt bị ảnh hưởng nhiều bởi con rồng Trung Hoa. Giống như những con rồng châu Á khác, người Nhật Bản coi chúng là vị thần nước điều khiển mưa gió, hình dạng lớn, uốn khúc, không cánh, với những bàn chân có móng vuốt. Có quan niệm cho rằng, chúng có thể biến ước mơ của con người thành hiện thực.
- Ryūjin là loài rồng mạnh mẽ của biển cả. Ryūjin đại diện cho sức mạnh của đại dương trong các truyền thuyết Nhật Bản. Loài rồng này có khả năng biến hóa thành hình dạng của con người, nó làm chủ một cung điện dưới đáy biển với quản gia là loài rùa biển, người làm vườn là các loài san hô và cận thần là loài sứa.
- Rồng tóc dài Nure-onna của Nhật Bản: Người dân Nhật Bản có truyền thuyết về một loài thú giống như rồng với cái đầu như một người phụ nữ tóc dài và phần thân là của một con rắn dài tới 300m với các móng vuốt, răng nanh nhọn hoắt. Nure-onna nhiều khi bị tưởng là "cô thợ gội đầu" cho các vị thần rồng, nghe có vẻ không nguy hiểm lắm, tuy nhiên tính tình đỏng đảnh của cô ấy là một mối nguy hại cho bất kì kẻ ngốc nào đến gần khi Nure-onna đang chăm chú tỉa tót cho mái tóc của mình.
- Kuzuryu (Rồng chín đầu Nhật Bản): Được coi là đỉnh cao của huyền thoại trong thời kỳ Nara ở Nhật Bản, câu chuyện về rồng Kuzuryu nói về một sinh vật chín đầu sống ở hồ Ashi (Hakone) đòi ăn thịt cư dân nơi đây. Để tìm cho ra được người hiến tế, người dân nơi đây đã chọn cách bắn mũi tên trắng lên không trung, mũi tên cắm vào đất nhà ai thì con gái nhà đó sẽ trở thành bữa ăn cho Kuzuryu.